# Patipat Robroo
Patipat Robroo (thailändisch ปฏิภัทร รอบรู้, * 6. Juni 1981 in Khon Kaen) ist ein thailändischer Fußballtrainer.

## Karriere
Patipan Robroo begann seine Trainerkarriere im März 2018 als Co-Trainer beim damaligen Viertligisten Khon Kaen United FC und stieg eine Saison später mit dem Verein in die Thai League 3 auf. Nach dem Aufstieg war er ein halbes Jahr Cheftrainer des Klubs. Im Frühjahr 2021 war Robroo dann erneut für zwei Monate in dieser Position für Khon Kaen aktiv. Anschließend besetzte er wieder den Posten des Co-Trainers und stieg mittlerweils bis in die Thai League auf. Am 4. Dezember 2022 ist der A-Lizenz-Inhaber nun zum dritten Mal als Cheftrainer des Erstligisten vorgestellt worden. Bei dem Erstligisten stand er bis Ende Oktober 2023 unter Vertrag. Der Chiangmai FC, ein Zweitligist aus Chiangmai, nahm ihn im Januar 2024 als Cheftrainer unter Vertrag.

## Erfolge
Khon Kaen United FC
- Thailändischer Drittligameister: 2019

## Auszeichnungen
- Thailändischer Drittligatrainer des Jahres: 2019